# Río de la Color
El río de la Color es un curso de agua del noreste de la península ibérica, afluente del Segre. Discurre por la provincia española de Lérida.

## Descripción
Discurre por la provincia de Lérida, en dirección norte, y desemboca en la margen izquierda del río Segre, junto a la Seo de Urgel. Aparece descrito, bajo el nombre «Colo», en el sexto volumen del Diccionario geográfico-estadístico-histórico de España y sus posesiones de Ultramar de Pascual Madoz de la siguiente manera:

COLO: riach. en la prov. de Lérida, part. jud. de Seo de Urgel: tiene orígen en la montaña de Cadi, á la izq. del r. Segre, y durante su curso de 3 horas de S. á N., fertilizada una pequeña estension del l. de la Bastida de Urgel, antes de desaguar al Segre, á corta dist. del puente de madera de Urgel. Se encuentra en él una mina de carbon de piedra próxima á la Seo.
(Madoz, 1847, p. 531)

Las aguas del río, perteneciente a la cuenca hidrográfica del Ebro, terminan vertidas en el mar Mediterráneo.